# Sultanat Salyan

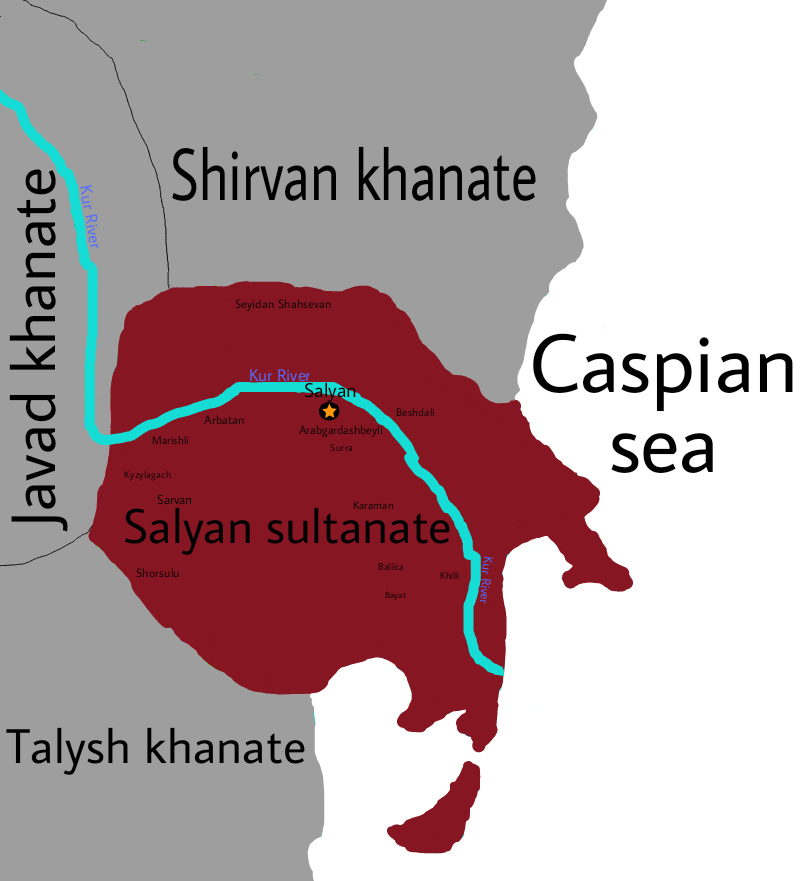
Sultanat Salyan

Das Sultanat Salyan war ein Staat im heutigen Aserbaidschan, der von 1729 bis 1789 existierte. Es lag an der südlichen Küste des Kaspischen Meeres von Aserbaidschan, nördlich des Flusses Arax. Die Hauptstadt war Salyan.
Nach dem Zerfall der Macht der Safawiden in Persien und dem Einfall der Russen in Aserbaidschan 1723 wurde das Khanat 1729 gegründet. 1735 wurde es nach der Eroberung durch Nadir Schah kurzzeitig Teil Persiens, nach dessen Tod 1747 wurde es 1748 als persischer Vasall neu gegründet.
1789 wurde das Khanat Salyan Teil des mächtigeren Khanats Quba.

## Herrscherliste
- 1729 – 17??  Hasan Beg
- 1748 – 1757  Ibrahim
- 1757 – 1768  Kalb `Ali Sultan
- 1768 – 1782  Qubad Sultan

Quelle: rulers.org